# Jastina Doreen Riederer

Jastina Doreen Riederer (2018)

Jastina Doreen Riederer (* 17. Mai 1998) wurde im März 2018 zur Miss Schweiz gewählt. Sie ist bislang die letzte Miss Schweiz.

## Leben und Karriere
Riederer stammt aus dem Kanton Aargau. Sie absolvierte eine Ausbildung zur Detailhandelsfachfrau und war schon seit ihrer Kindheit im Modebereich als Model tätig.
Im November 2018 nahm sie – als erste Schweizer Kandidatin seit fünf Jahren – an der Wahl zur Miss Universe in Bangkok teil, wo sie nicht unter die besten 20 kam.
Noch vor Ablauf ihres «Amtsjahres» als Miss Schweiz wurde sie im Januar 2019 von der Miss-Schweiz-Organisation mit sofortiger Wirkung freigestellt. Ihr wurden Vertrags- und andere Pflichtverletzungen vorgeworfen. Der Miss-Schweiz-Titel wurde ihr aberkannt; laut Veranstalter soll sie sich künftig auch nicht «Ex-Miss» nennen dürfen. Riederer wies die Anschuldigungen zurück, erhob ihrerseits Vorwürfe gegen die Miss-Schweiz-Organisation und leitete rechtliche Schritte gegen den Veranstalter ein. Ihre Klage sei vom Arbeitsgericht gutgeheissen worden und sie habe ihren Anteil aus der Konkursmasse erhalten. Der Veranstalter, die Miss Schweiz Organisation AG, war 2020 in Konkurs gegangen. 2024 wurden schliesslich zwei der drei Miss-Schweiz-Organisatoren wegen Urkundenfälschung, Misswirtschaft und versuchter Nötigung verurteilt.
Im Herbst 2019 zog Riederer sich aus der Öffentlichkeit zurück, bis sie im Mai 2023 eine Magazinsendung zum Prix Walo 2023 moderierte.
2025 lief sie an der Lambertz Monday Night über den Laufsteg.